# Historical Association
El Historical Association és una organització fundada el 1906 i amb seu a Londres, Anglaterra. Els objectius de l'Associació Històric són per donar suport a "l'estudi i el gaudi de la història en tots els nivells mitjançant la creació d'un ambient que promogui l'aprenentatge permanent i preveu l'evolució de les necessitats de persones que comparteixen un interès per la història." El patrocinador de l'Associació és la Reina Isabel II.
L'Associació compta amb 58 sucursals a través del Regne Unit, que executa una varietat d'esdeveniments, des de reunions històrica per passejades i visites. Els membres associats a reu del món són aproximadament d'uns 8000.
L'Associació Històrica s'ha compromès a proporcionar els millors recursos possibles i el suport als professors d'història al Regne Unit, així com oferir cursos en línia per al Desenvolupament Professional Continu.